# Огнєн Короман
Огнєн Короман (серб. Ognjen Koroman, нар. 19 вересня 1978, Пале) — сербський футболіст, що грав на позиції півзахисника.
Виступав, зокрема, за клуби «Динамо» (Москва) та «Црвена Звезда», а також національну збірну Сербії.

## Клубна кар'єра

### Ранні роки
Народився 19 вересня 1978 року в місті Пале, в сербській частині Боснії і Герцоговини. Свої перші футбольні кроки робив у молодших юнацьких командах сараєвського «Желєзнічара». З початком війни його сім'я переїхала до Белграда, де Огнєн продовжив своє футбольне навчання у клубі «Црвена Звезда», в якому протягом шести років його тренували Тома Мілічевич, Владимир Петрович та вже нині покійний Зоран Антонієвич. Проте у 18-річному віці керівництво клубу вирішило, що гравець не належить до числа талановитих й розірвало з ним контракт.

### Сербські клуби
У дорослому футболі дебютував 1997 року виступами за команду клубу «Раднички» (Крагуєваць) з другої ліги чемпіонату Югославії й одразу став гравцем основного складу команди. «Раднички» у сезоні 1997/98 років посіли високе 6-те місце, яке дало змогу команді поборотися у плей-оф з клубом «Чукарички» за право виходу до Першої ліги. У цьому поєдинку в серії післяматчевих пенальті перемогу здобули «Раднички». До цього успіху доклав зусиль і Огнєн, який зіграв у обох матчах плей-оф. Після виходу до першої ліги Короман продовжив свої виступи в команді, але весняну частину сезону 1998/99 років розпочав уже в клубі «Спартак» (Суботиця). Проте «Спартак» посів останнє місце в вищому дивізіоні сербського чемпіонату й повинен був вилетіти до нижчого дивізіону, але через військову операцію сил НАТО в Югославії після 24-ох турів чемпіонат був призупинений й більше не відновлювався, а «Спартак» залишився у першій лізі. Огнєн, незважаючи на провальний сезон, вирішив залишитися у команді на сезон 1999/00 років. «Спартак» знову зіграв дуже невдало й посів передостаннє 20-те місце, через що вилетів до нижчого дивізіону. Короман, на відміну від інших гравців з Суботиця, влітку 2000 року залишив «Спартак» й переїхав до белградського ОФК. В складі ОФК провів півсезону, й за цей час став одним з найкращих гравців у своїй команді.

### Росія
Своєю грою за белградський ОФК привернув увагу представників тренерського штабу клубу «Динамо» (Москва), до складу якого приєднався 2002 року за 2,5 мільйона євро. Відіграв за московських динамівців півтора сезони своєї ігрової кар'єри. Більшість часу, проведеного у складі московського «Динамо», був основним гравцем команди. У сезоні 2002 року відзначився 6 голами, завдяки чому став одним з найрезультативніших флангових захисників російського чемпіонату. «Динамо» ж фінішувало на 8-му місці в національному чемпіонаті. У 2003 році у московському клубі виступав лише навесні, оскільки влітку того ж року за 3,5 мільйона євро перейшов у «Крила Рад», провів в самарському клубі один повний сезон і два неповних, у чемпіонаті Росії зіграв 50 матчів і забив 3 м'ячі. 30 червня 2003 зіграв за збірну легіонерів чемпіонату Росії. Протягом цього часу найуспішнішим для Огнєна виявився сезон 2004 року, коли самарський клуб став бронзовим призером чемпіонату Росії. У 2005 році перейшов по ходу сезону у грозненський «Терек», де провів 6 матчів і забив 1 м'яч. Після вильоту «Терека» з Прем'єр-ліги Огнєн відмовився виступати в Першому дивізіоні.

### Портсмут
У січні 2006 року Короман перейшов до англійського клубу «Портсмут» й відзначився голом в останньому турі сезону проти «Ліверпуля». Незважаючи на зацікавленість з боку лісабонської «Бенфіки», у серпні того ж року знову підписав річну оренду в «Портсмут». Тим не менше, більшу частину сезону він просидів на лаві для запасних. Коли Короман начебто запитав у головного тренера англійців, Гаррі Реднаппа, чому той наполіг на продовженні орендної угоди після невиразної першої частини сезону ще на один рік той йому відповів: «Мені в тобі подобаються дві речі… ти не заздриш успіхам одноклубникам [стартового складу], які виходять у старті, і я бачу, що ти хочеш досягти більшого».

### Црвена Звезда
6 лютого 2007 року, після невеликої кількості зіграних матчів у «Портсмуті», на правах 7-місячної оренди перейшов до клубу «Црвена Звезда». А в серпні 2007 року підписав новий 3-річний повноцінний контракт з сербським клубом. Крім того, дебютував як капітан команди в матчі першого туру сербської Суперліги проти клубу «Чукарички», замінивши Деяна Міловановича, який був капітаном команди протягом попередніх 18 місяців.

### Інчхон Юнайтед
У червні 2009 року він тимчасово залишив «Црвену Звезду» й підписав орендний договір з «Інчхон Юнайтед», який до 2010 року тренував Ілія Петкович.

### Повернення в Црвену Звезду
У сезоні 2010/11 років знову виступав за «Црвену Звезду».

### Крила Рад (Самара)
3 червня 2011 року підписав контракт на 2,5 року з «Крилами Рад». У першому ж офіційному матчі за Крила Рад після повернення в Самару Короман відзначився голом. Однак після того, як головним тренером «Крил» став Андрій Кобелєв, Короман перестав потрапляти до складу, а в кінці сезону повідомив, що головний тренер не має потреби в послугах гравця. У 2012 році завершив кар'єру футболіста.

## Виступи за збірні
13 лютого 2002 року дебютував у складі збірної Сербії та Чорногорії у переможному (2:1) матчі проти Мексики, замінивши на 59-й хвилині Саво Милошевича. Свою найкращу форму в футболці національної збірної Сербії продемонстрував у кваліфікації до Чемпіонату світу 2006 року у Німеччині, в якій найчастіше виступав на позиції правого півзахисника й відзначився декількома результативними передачами на своїх колег по збірній, а серби впевнено вийшли на Чемпіонат світу. На цьому турнірі, однак, у груповому етапі посіли 3-тє місце й залишили чемпіонат. Короман зіграв у перших двох поєдинках — 57 хвилин у програному (0:1) поєдинку збірній Нідерландів та 49 у програному (0:6) матчі проти Аргентини. В обох цих матчах Огнєн отримав по жовтій картці, отож був змушений пропустити програний (2:3) матч проти Кот-д'Івуару. У новоствореній збірній Сербії також мав місце в основному складі, так Хав'єр Клементе викликав його для участі в поєдинках кваліфікації до Євро 2008.

## Клубна статистика
| Сезон   | Клуб                    | Країна         | Змагання         | Матчі | Голи |
| ------- | ----------------------- | -------------- | ---------------- | ----- | ---- |
| 1997/98 | Раднички 1923           | Югославія      | 2 ліга Югославії | 32    | 0    |
| 1998/99 | Раднички 1923           | Югославія      | Суперліга        | 9     | 1    |
| 1998/99 | Спартак (Суботиця)      | Югославія      | Суперліга        | 6     | 1    |
| 1999/00 | Спартак (Суботиця)      | Югославія      | Суперліга        | 33    | 2    |
| 2000/01 | ОФК Белград             | Югославія      | Суперліга        | 30    | 1    |
| 2001/02 | ОФК Белград             | Югославія      | Суперліга        | 17    | 3    |
| 2002    | Динамо (Москва)         | Росія          | Прем'єр-ліга     | 24    | 6    |
| 2003    | Динамо (Москва)         | Росія          | Прем'єр-ліга     | 14    | 5    |
| 2003    | Крила Рад (Самара)      | Росія          | Прем'єр-ліга     | 6     | 2    |
| 2004    | Крила Рад (Самара)      | Росія          | Прем'єр-ліга     | 26    | 1    |
| 2005    | Крила Рад (Самара)      | Росія          | Прем'єр-ліга     | 18    | 1    |
| 2005    | Терек (Грозний)         | Росія          | Прем'єр-ліга     | 6     | 1    |
| 2005/06 | Портсмут                | Англія         | Прем'єр-ліга     | 3     | 1    |
| 2006/07 | Портсмут                | Англія         | Прем'єр-ліга     | 1     | 0    |
| 2006/07 | Црвена Звезда (Белград) | Сербія         | Суперліга        | 12    | 2    |
| 2007/08 | Црвена Звезда (Белград) | Сербія         | Суперліга        | 28    | 6    |
| 2008/09 | Црвена Звезда (Белград) | Сербія         | Суперліга        | 21    | 5    |
| 2009    | Інчхон Юнайтед          | Південна Корея | К-Ліга           | 10    | 3    |
| 2010    | Інчхон Юнайтед          | Південна Корея | К-Ліга           | 12    | 1    |
| 2010/11 | Црвена Звезда (Белград) | Сербія         | Суперліга        | 23    | 2    |
| 2011/12 | Крила Рад (Самара)      | Росія          | Прем'єр-ліга     | 9     | 1    |

## Статистика у збірній
| національна збірна Сербії | національна збірна Сербії | національна збірна Сербії |
| Рік                       | Матчі                     | Голи                      |
| ------------------------- | ------------------------- | ------------------------- |
| 2002                      | 8                         | 0                         |
| 2003                      | 0                         | 0                         |
| 2004                      | 5                         | 1                         |
| 2005                      | 10                        | 0                         |
| 2006                      | 10                        | 0                         |
| 2007                      | 3                         | 0                         |
| Загалом                   | 36                        | 1                         |

### Голи у збірній
У таблиці результат збірної Сербії подається першим.
| Дата           | Місце   | Суперник   | Рахунок | Результат | Змагання    |
| -------------- | ------- | ---------- | ------- | --------- | ----------- |
| 13 жовтня 2004 | Белград | Сан-Марино | 1 гол   | 5–0       | кв. ЧС 2006 |

## Досягнення

### Командні
Црвена звезда
- Суперліга
  -  Чемпіон (1):2006/07
  -  Срібний призер (1): 2007/08
  -  Бронзовий призер (1): 2008/09

- Кубок Сербії
  -  Володар (1): 2006/07

Крила Рад
- Прем'єр-ліга
  -  Бронзовий призер (1): 2004

### Індивідуальні
- Збірна зірок сербської Суперліги (1): 2008/09